# Nurul Iqamah
Nurul Iqamah (ur. 16 maja 1995 w Manggemaci) – indonezyjska wspinaczka sportowa, specjalizująca się w boulderingu, we wspinaczce na czas oraz w łącznej. Wielokrotna medalistka mistrzostw Azji, trzykrotna mistrzyni Azji z roku 2019.

## Kariera sportowa
Dwukrotna indywidualna mistrzyni Azji we wspinaczce sportowej w konkurencji na czas oraz we wspinaczce łącznej z 2019. W Bogorze w 2019 roku wraz z drużyną Indonezji została złotą medalistką mistrzostw Azji w sztafecie na czas.

## Osiągnięcia

### Mistrzostwa Azji
| Konkurencje        | 2017 | 2018 | 2019 |
| Bouldering         | 24   | 14   | 7    |
| Wspinaczka na czas | —    | 4    | 1    |
| Sztafeta na czas   | —    | —    | 1    |
| Wspinaczka łączna  | —    | 8    | 1    |